# Andi Lila
Andi Lila (* 12. Februar 1986 in Kavaja) ist ein ehemaliger albanischer Fußballspieler.

## Karriere

### Vereine
Ab Juli 2003 spielte er für KS Besa Kavaja. Zuvor war er für die U-19-Auswahl des Vereins tätig. Im Juli 2006 verließ er den Verein und wechselte nach Griechenland zu Iraklis Thessaloniki. Nach einer Saison wechselte er wieder zurück zu KS Besa Kavaja. Ein Jahr später verließ er den Verein und ging zu KF Tirana. Im Juli 2011 folgte der Wechsel zu PAS Ioannina nach Griechenland. Im Januar 2015 wurde er für ein halbes Jahr an den FC Parma ausgeliehen.
Am 27. August 2019 wechselte Lila ablösefrei zum albanischen Erstligisten KF Tirana.
Am 1. Juli 2020 gab er sein Karriereende bekannt.

### Nationalmannschaft
Sein erstes Länderspiel bestritt er am 13. Oktober 2007 bei der EM-Qualifikation 2008 gegen Rumänien. Zuvor bestritt er fünf Partien für die U-21 Albaniens.
Bei der Fußball-Europameisterschaft 2016 in Frankreich wurde er in das albanische Aufgebot aufgenommen. Gegen die Schweiz blieb er zum Auftakt auf der Bank, gegen Frankreich und abschließend gegen Rumänien stand er in der Startelf. Danach schied das Team aus.

## Erfolge
- Albanischer Meister: 2009
- Albanischer Pokalsieger: 2007, 2011